# Novoboikivske, Orihiv
Novoboikivske (în ucraineană Новобойківське) este un sat în comuna Novoiakovlivka din raionul Orihiv, regiunea Zaporijjea, Ucraina.

## Demografie
Componența lingvistică a localității Novoboikivske
     Ucraineană (73,53%)
     Rusă (17,65%)
     Română (5,88%)
     Belarusă (2,94%)
Conform recensământului din 2001, majoritatea populației localității Novoboikivske era vorbitoare de ucraineană (73,53%), existând în minoritate și vorbitori de rusă (17,65%), română (5,88%) și belarusă (2,94%).